# White Cube

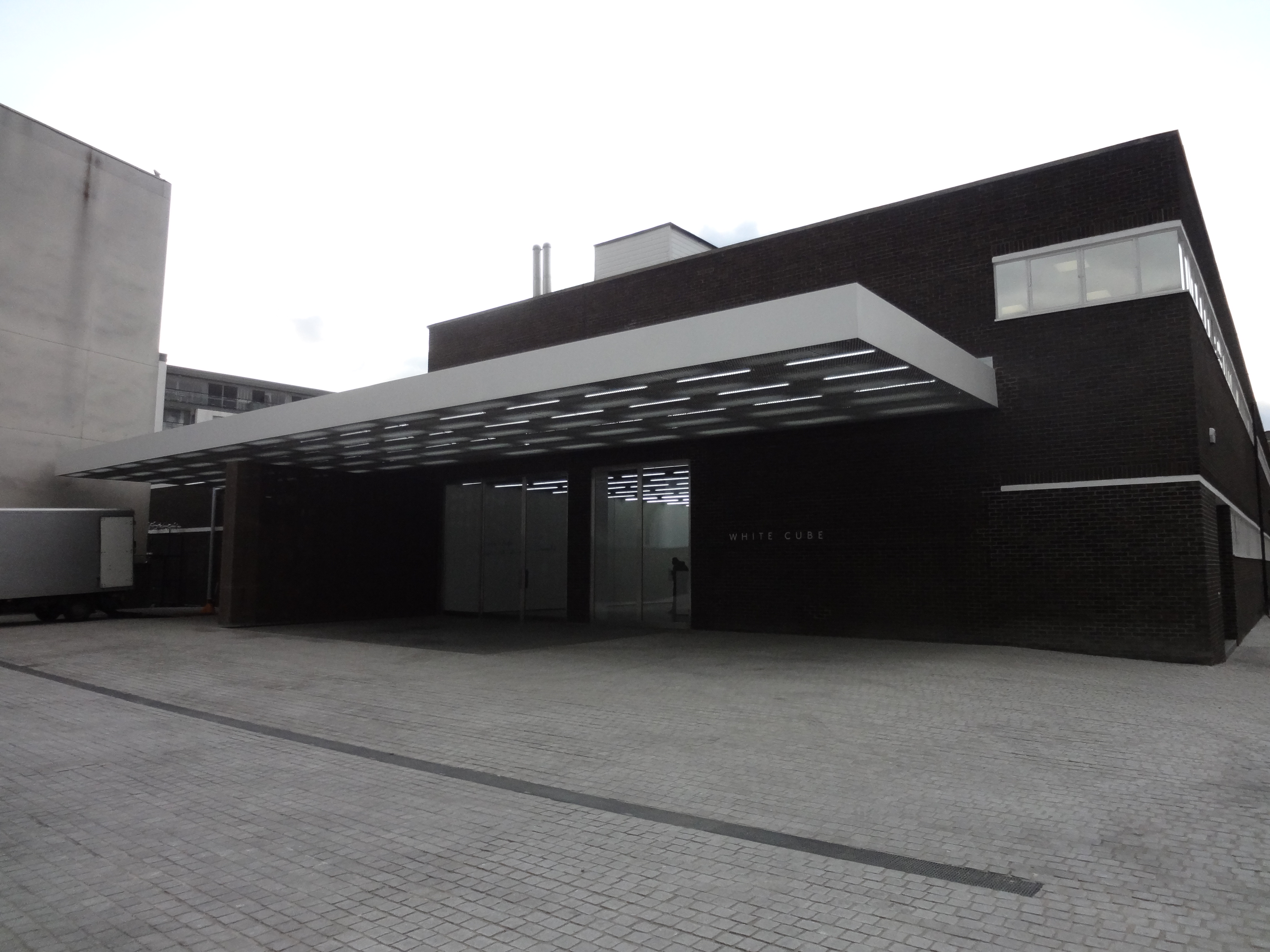
White Cube in Bermondsey, Londen

White Cube is een galerie van Jay Jopling dat zich richt op hedendaagse kunst.
De galerie heeft twee locaties in Londen: in de Mason's Yard in centraal Londen en Bermondsey in het zuidoosten van Londen. Een derde locatie bevindt zich in de wijk Central, in Hongkong. Daarnaast heeft de galerie ook kantoorlocaties en kijkruimtes aan 10 Avenue Matignon in Parijs en 699 Madison Avenue in New Yorks Upper East Side. Tot 2012 was er nog een ruimte in de East End van Londen en tot 2015 een in São Paulo.